# F1 2018 (jeu vidéo)
 (mai 2018).
Si vous disposez d'ouvrages ou d'articles de référence ou si vous connaissez des sites web de qualité traitant du thème abordé ici, merci de compléter l'article en donnant les références utiles à sa vérifiabilité et en les liant à la section « Notes et références ».
F1 2018 est un jeu vidéo de course développé et édité par Codemasters, sorti le 24 août 2018 sur PlayStation 4, Xbox One et Windows. F1 2018 succède à F1 2017 et propose tout le contenu officiel de la saison en cours ainsi qu'une gamme de monoplaces de F1 classiques.
Le jeu, présenté à l'E3 2018, comporte des nouveautés comme l'implantation du système d'ERS et du HALO, une qualité vidéo améliorée, le retour du Grand Prix d'Allemagne (présent dans F1 2016) et l'arrivée du Grand Prix de France ; le retour des interviews, un nouveau système de réputation (contrats) et un nouveau système d'amélioration de la voiture.

## Système de jeu

### Carrière
Nouveautés :
- gestion de la réputation plus complète, ce qui permet de négocier des contrats avec de grandes écuries ;
- possibilité de renégocier le contrat en cours en proposant à son écurie de nouveaux objectifs ainsi que sa place dans l'écurie. Ces demandes peuvent être refusées ;
- contrairement au précédent opus, il est désormais possible de choisir son rival ;
- retour des interviews ;
- gestion de l'ERS pour l'utilisation de la puissance électrique de la batterie composé de plusieurs modes[1].

### Multijoueurs
L'annonce majeure est le nouveau système de classement où chaque joueur dispose d'une superlicence qui classe les joueurs en fonction de divers paramètres en piste.

## Données du jeu
| Écuries                             | Châssis                       | Moteur              | Pilote            | no |
| ----------------------------------- | ----------------------------- | ------------------- | ----------------- | -- |
| Mercedes-AMG Petronas Motorsports   | Mercedes-AMG F1 W09 EQ Power+ | Mercedes            | Lewis Hamilton    | 44 |
| Mercedes-AMG Petronas Motorsports   | Mercedes-AMG F1 W09 EQ Power+ | Mercedes            | Valtteri Bottas   | 77 |
| Aston Martin Red Bull Racing        | Red Bull RB14                 | TAG Heuer (Renault) | Daniel Ricciardo  | 3  |
| Aston Martin Red Bull Racing        | Red Bull RB14                 | TAG Heuer (Renault) | Max Verstappen    | 33 |
| Scuderia Ferrari                    | Ferrari SF71H                 | Ferrari             | Sebastian Vettel  | 5  |
| Scuderia Ferrari                    | Ferrari SF71H                 | Ferrari             | Kimi Räikkönen    | 7  |
| Sahara Force India Formula one team | Force India VJM11             | Mercedes            | Sergio Pérez      | 11 |
| Sahara Force India Formula one team | Force India VJM11             | Mercedes            | Esteban Ocon      | 31 |
| Williams Racing                     | Williams FW41                 | Mercedes            | Lance Stroll      | 18 |
| Williams Racing                     | Williams FW41                 | Mercedes            | Sergey Sirotkin   | 35 |
| McLaren F1 Team                     | McLaren MCL33                 | Renault             | Fernando Alonso   | 14 |
| McLaren F1 Team                     | McLaren MCL33                 | Renault             | Stoffel Vandoorne | 2  |
| Red Bull Toro Rosso Honda           | Toro Rosso STR13              | Honda               | Brendon Hartley   | 28 |
| Red Bull Toro Rosso Honda           | Toro Rosso STR13              | Honda               | Pierre Gasly      | 10 |
| Haas F1 Team                        | Haas VF-18                    | Ferrari             | Romain Grosjean   | 8  |
| Haas F1 Team                        | Haas VF-18                    | Ferrari             | Kevin Magnussen   | 20 |
| Renault Sport Formula 1 Team        | Renault R.S.18                | Renault             | Nico Hülkenberg   | 27 |
| Renault Sport Formula 1 Team        | Renault R.S.18                | Renault             | Carlos Sainz Jr.  | 55 |
| Alfa Romeo Sauber F1 Team           | Sauber C37                    | Ferrari             | Marcus Ericsson   | 9  |
| Alfa Romeo Sauber F1 Team           | Sauber C37                    | Ferrari             | Charles Leclerc   | 16 |

| Manche | Grand Prix                    | Lieu              | Virages | Longueur | Tours |
| ------ | ----------------------------- | ----------------- | ------- | -------- | ----- |
| 1      | Grand Prix d'Australie        | Melbourne         | 16      | 5,3 km   | 58    |
| 2      | Grand Prix de Bahreïn         | Sakhir            | 15      | 5,4 km   | 57    |
| 3      | Grand Prix de Chine           | Shanghai          | 16      | 5,5 km   | 56    |
| 4      | Grand Prix d'Azerbaïdjan      | Bakou             | 20      | 6 km     | 51    |
| 5      | Grand Prix d'Espagne          | Barcelone         | 16      | 4,7 km   | 66    |
| 6      | Grand Prix de Monaco          | Monaco            | 19      | 3,3 km   | 78    |
| 7      | Grand Prix du Canada          | Montréal          | 14      | 4,4 km   | 70    |
| 8      | Grand Prix de France          | Le Castellet      | 15      | 5,8 km   | 53    |
| 9      | Grand Prix d'Autriche         | Spielberg         | 9       | 4,3 km   | 71    |
| 10     | Grand Prix de Grande-Bretagne | Silverstone       | 18      | 5,9 km   | 52    |
| 11     | Grand Prix d'Allemagne        | Hockenheim        | 13      | 4,6 km   | 67    |
| 12     | Grand Prix de Hongrie         | Budapest          | 14      | 4,4 km   | 70    |
| 13     | Grand Prix de Belgique        | Spa-Francorchamps | 19      | 7 km     | 44    |
| 14     | Grand Prix d'Italie           | Monza             | 11      | 5,8 km   | 53    |
| 15     | Grand Prix de Singapour       | Singapour         | 23      | 5,1 km   | 61    |
| 16     | Grand Prix de Russie          | Sotchi            | 18      | 5,9 km   | 53    |
| 17     | Grand Prix du Japon           | Suzuka            | 18      | 5,8 km   | 53    |
| 18     | Grand Prix des États-Unis     | Austin            | 20      | 5,5 km   | 56    |
| 19     | Grand Prix du Mexique         | Mexico            | 14      | 4,4 km   | 69    |
| 20     | Grand Prix du Brésil          | São Paulo         | 15      | 4,3 km   | 71    |
| 21     | Grand Prix d'Abou Dabi        | Yas Marina        | 21      | 5,6 km   | 55    |

### Voitures F1 Classiques
Classe C1 
- Red Bull RB6 (Moteur Renault, Année : 2010)
- Brawn GP BGP001 (Moteur Mercedes, Année : 2009)
- Ferrari F2007 (Moteur Ferrari, Année : 2007)
- McLaren MP4-23 (Moteur Mercedes, Année : 2008)
- Renault R26 (Moteur Renault, Année : 2006)
- Ferrari F2004 (Moteur Ferrari, Année : 2004)
- Williams FW25 (Moteur BMW, Année : 2003)
- Ferrari F2002 (Moteur Ferrari, Année : 2002)

Classe C2
- McLaren MP4-13 (Moteur Mercedes, Année : 1998)
- Williams FW18 (Moteur Renault, Année : 1996)
- Ferrari 412 T2 (Moteur Ferrari, Année : 1995)
- Williams FW14B (Moteur Renault, Année : 1992)
- McLaren MP4/6 (Moteur Honda, Année : 1991)
- McLaren MP4/4 (Moteur Honda, Année : 1988)

Classe C3
- McLaren MP4/1B (Moteur Ford-Cosworth, Année : 1982)
- Ferrari F312 T4 (Moteur Ferrari, Année : 1979)
- Lotus 79 (Moteur Ford-Cosworth, Année : 1978)
- Ferrari F312 T2 (Moteur Ferrari, Année : 1976)
- McLaren M23-D (Moteur :Ford-Cosworth, Année : 1976)
- Lotus 72D (Moteur Ford-Cosworth, Année : 1972)

## Accueil
- Canard PC : 7/10[5]
- Jeuxvideo.com : 17/20[6]
- Gamekult : 8/10[7]
- JeuxActu : 16/20[8]